# Lydia Luzanowsky
Lydia Luzanowsky, née à Kiev le 30 août 1899 et décédée en 1983 en France, est une artiste sculptrice française.

## Biographie
Elle est la fille d'un critique d'art provincial d'origine polonaise. Elle passe son enfance en Bessarabie (actuellement la Moldavie). Elle a étudié à l'Ecole des Beaux-Arts de Chisinau avec le sculpteur A. M. Plamadeala. Plus tard, elle a l'intention d'entrer à l'école d'art d'Odessa, mais dans le cadre de l'adhésion de la Bessarabie à la Roumanie (1918), elle poursuit ses études à l'Ecole des Beaux-Arts de Bucarest.
En 1920/1921, elle participe à la 1ère exposition de Bessarabie de peinture et de sculpture à Bucarest. En 1924, elle reçoit le Grand Prix de sculpture au Salon de Bucarest et bénéficie d'une bourse de 3 ans, ce qui lui permet de venir étudier à Paris où était installée une large colonie de peintres bessarabiens. Elle étudie de 1923 à 1927 à l'Académie de la Grande Chaumière avec A. Bourdelle et surtout O. Zadkine où elle rencontre Olga Olby qui sera une de ses meilleures amies pendant de nombreuses années.
Comme en témoigne la signature du buste de Jean Perrin, Prix Nobel de Physique, qu'elle réalise en 1930 et qui figure dans les collections de l'Institut Henri Poincaré, elle est mariée avec un Marinescu, un savant célèbre. Elle a un fils Francis.
À partir de 1926 elle expose aux Salon des Tuileries, des Indépendants et d'Automne, plus tard au salon de l'Art Libre (1957-1963), au club France Médaille elle participe à des expositions collectives à la galerie Zak. Elle réalise des expositions personnelles dans les galeries parisiennes Billiet (1939) et Altes (1966).
Elle a créé des figures, des bustes, des reliefs comme de nombreuses médailles à partir de plâtre, de marbre, de terre cuite, de bois et de bronze, mais également quelques dessins et aquarelles.
Elle expose dans de nombreuses galeries parisiennes comme Bernheim-Jeune, Paul Béar, Bert Weill.
En 1938, elle est divorcée et installe son atelier dans le 11ème arrondissement de Paris, impasse Daunay, où elle travaille encore en 1961.
Elle est amie avec Claudie Loiseau, épouse du peintre Jacques Loiseau, dont elle réalise un buste en bronze.

## Œuvres
Lydia Luzanowsky signait ses œuvres, mais ne semble pas avoir attaché de l'importance à leur donner un nom, encore moins à l'inscrire sur l’œuvre elle-même. Aussi, de nombreux sites indiquent pour les œuvres un nom apocryphe, qui peut différer suivant la langue du lecteur.
- Buste d'Olga Dormandi [4]
- Buste d'Olga Olby (Leg Olga Olby à la Ville de Decize) [2]
- Femme endormie « Luzanowsky Paris 1934 » [2]
- Buste d'Ivan Smeliov Années 1950 Moscou [2]
- Couple se lamentant Années 1940 bronze [2]
- Trois grâces Années 1920 terracota [2]
- Nue assise 1927 crayon [2]
- Buste de Jean Perrin / Physicien français / Président de l'Académie des Sciences 1870-1942 (Plâtre 1930, Collections de L'Institut Henri Poincaré)
- Buste de femme (terracota 1943)[5]
- Enfant sur un cheval (terracota patinée) [6]
- Buste de Claudie L. 1949 (Bronze Collection privée)
- Nymphe (Bronze Collection privée)
- Orchestre (Bois Collection privée)
- Médaille de Jean Perrin. (Bronze 1969, Collections de L'Institut Henri Poincaré)
- Medaille Phoque et son petit : (1973) [7]
- Médaille éditée en Russie en 2000 commémorant le 50éme anniversaire du décès de I. Shmelev (1873-1950) avec 1 portrait et une scène signée Luzanowsky [8]

### Expositions
- Salon des Tuileries (1926)

- Salon des Indépendants[réf. nécessaire]

- Salon d'Automne[réf. nécessaire]

- Galerie Bert Weill : Exposition de 11 sculpteurs du 18 mai au 3 juin 1939 : Beothy, Benon, Gio Colucci, Freundlich, Gardner, Ganier, Iavarone, Kosnick, Privat, Luzanowsky, Vitullo

- Galerie Billiet (1939)

- Galerie Bernheim-Jeune : Exposition du 23 avril au 6 mai 1949 à la Salle Geneviève, Lydia Luzanowsky, Olga Dormandi (Olga Szekely-Kovacs dans les articles de presse)

- Galerie Paul Lebar : Exposition du 15 novembre au 1er décembre 1949, Luzanowsky, Vigny, Roger Worms

- Galerie Altesse (1968)

- Exposition :  "Artistes russes de l’École de Paris" Paris, Maison de la pensée française. 21 juin - 1er octobre 1961

### Livres
Citée dans le livre La Jeune Sculpture, Paris, Gizard, 1952 

### Galerie

Œuvres de Lydia Luzanowsky
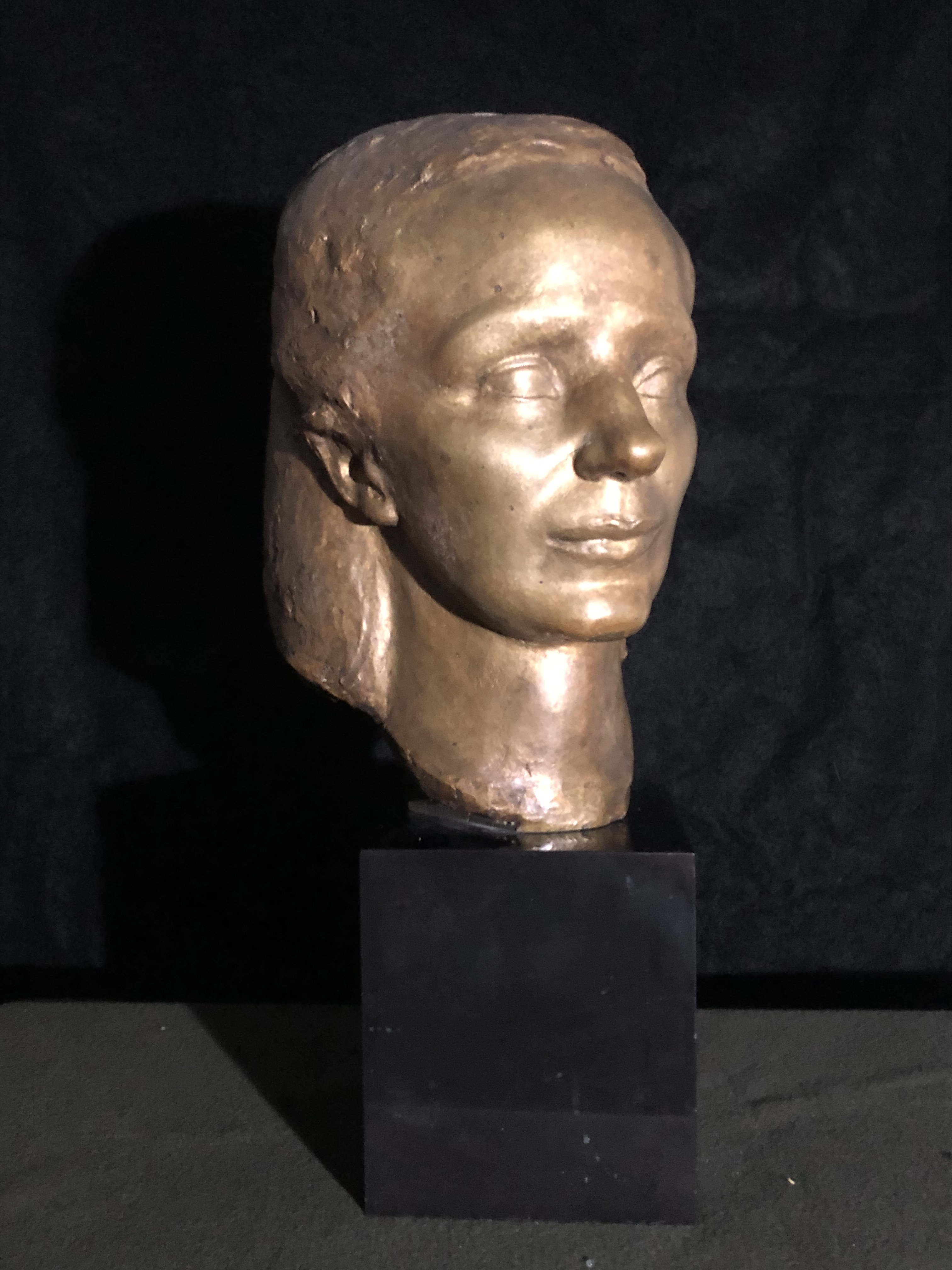
Buste de Claudie L. (1949).
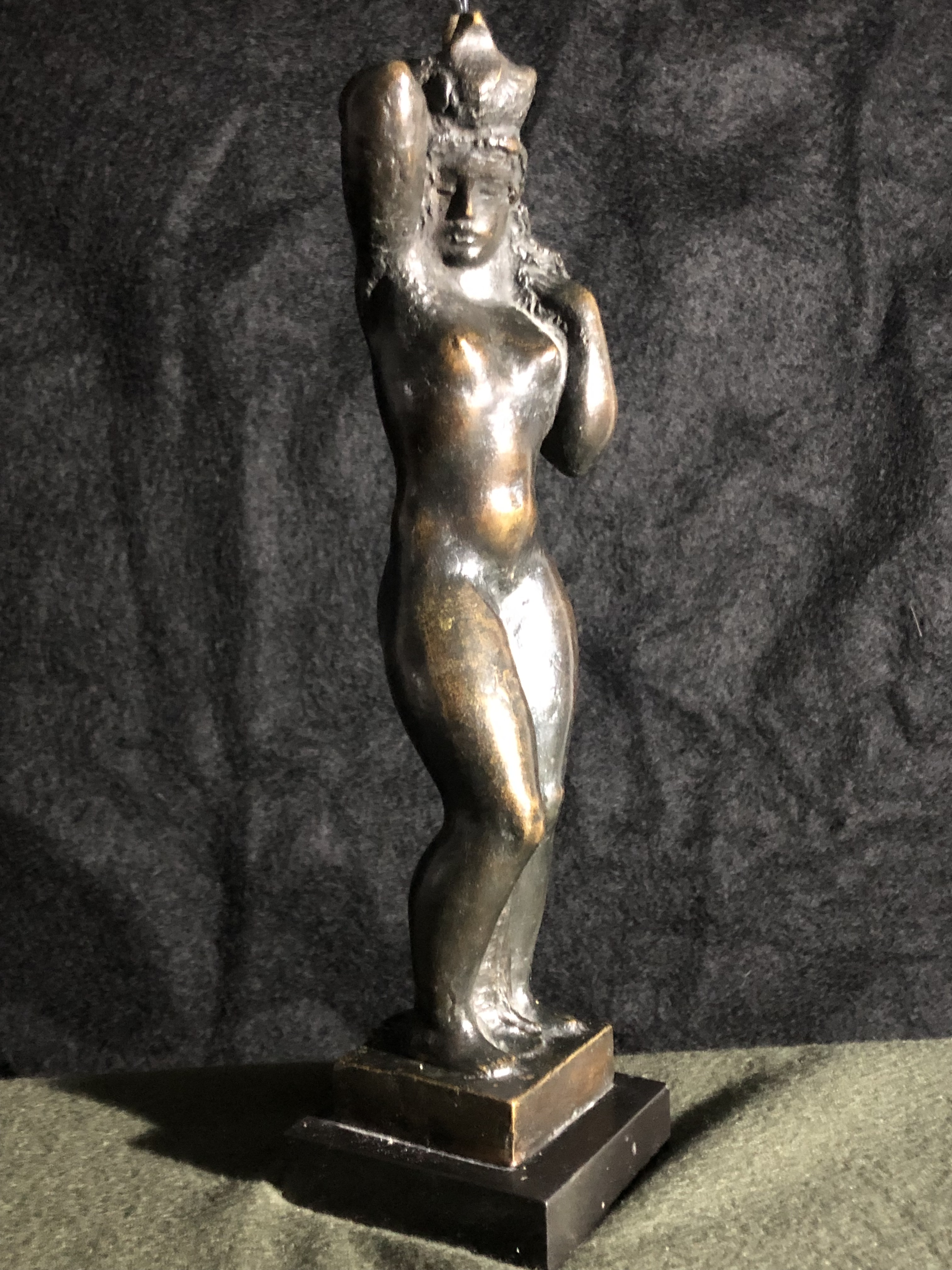
Nymphe (Circa 1950).
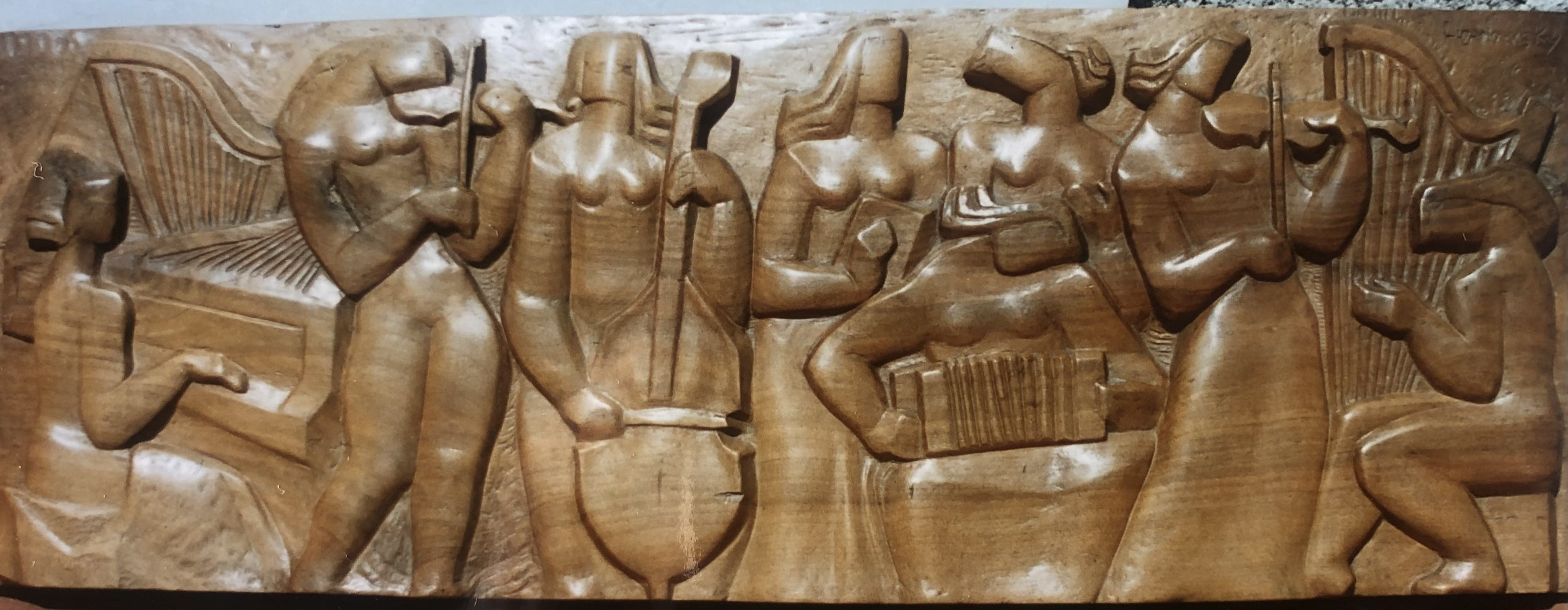
Orchestre.
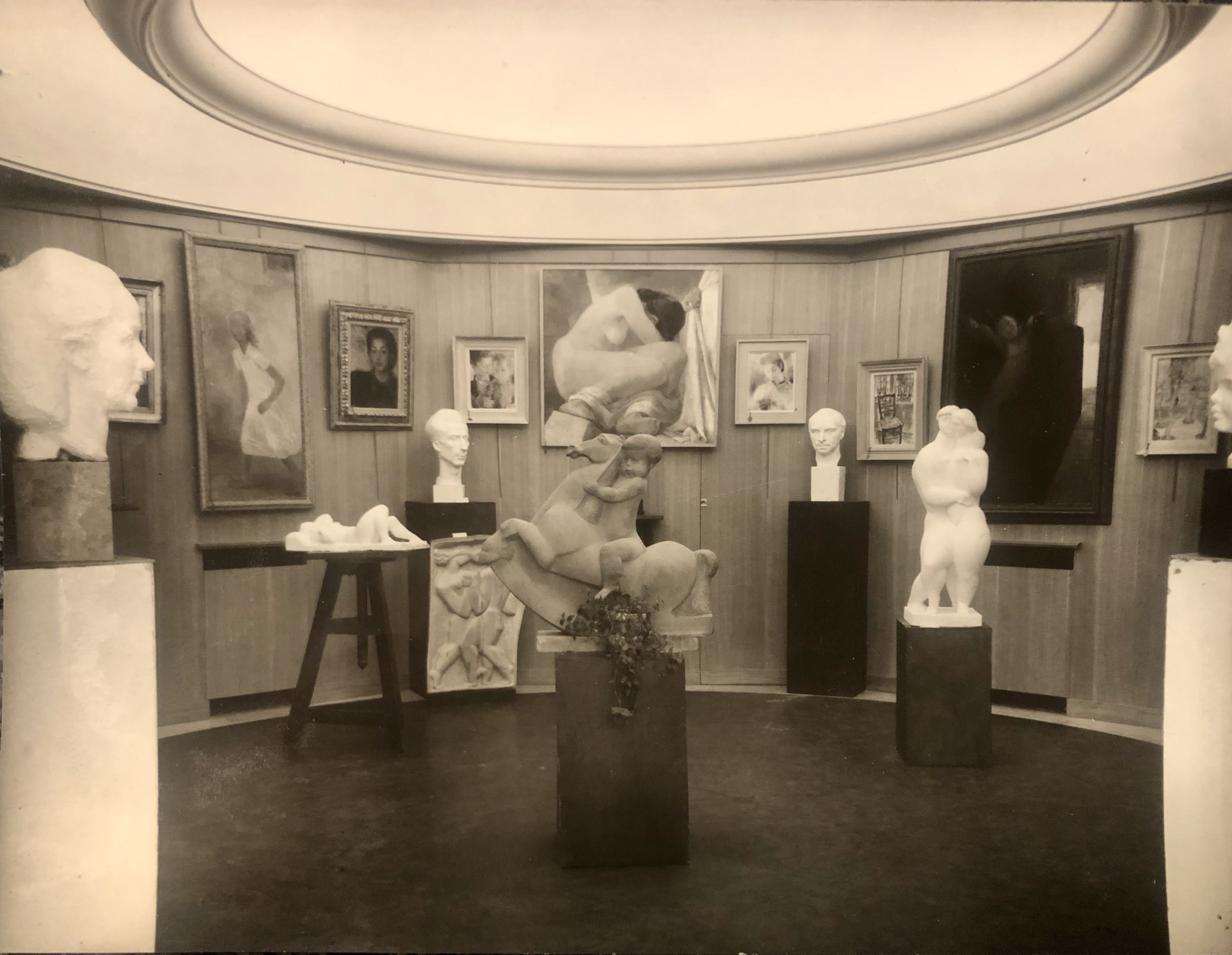
Exposition Luzanowsky/Dormandi  (1949).
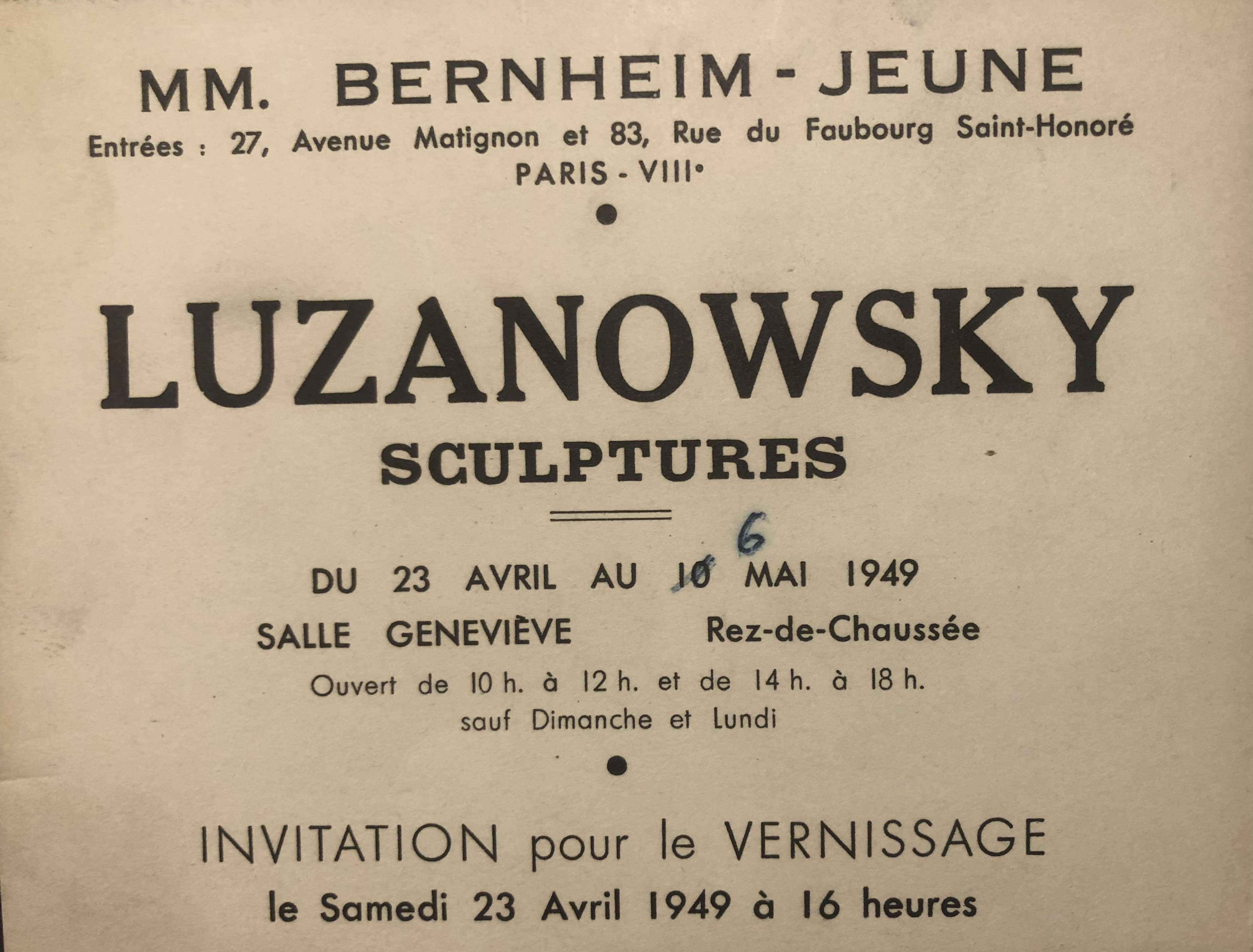
Carton  d'Invitation (1949).